# Вімблдонський турнір 2016
Вімблдонський турнір 2016 проходив з 27 червня по 10 липня 2016 року на кортах Всеанглійського клубу лаун-тенісу і крокету в передмісті Лондона Вімблдоні. Це 130-ий Вімблдонський чемпіонат, а також третій турнір Великого шлему з початку року. Турнір входить до програм ATP та WTA турів.

## Результати фіналів

### Дорослі

#### Чоловіки, одиночний розряд
- Енді Маррей переміг  Мілоша Раонича, 6-4, 7-6(7-3), 7-6(7-2)

#### Жінки, одиночний розряд
- Серена Вільямс  перемогла.  Анжелік Кербер, 7-5, 6-3
Це сьома перемога Вільямс на Вімблдоні та 22-й титул Великого шолома.

#### Чоловіки, парний розряд
- П'єр-Юг Ербер /  Ніколя Маю перемогли пару  Жульєн Беннето /  Едуар Роже-Васслен, 6–4, 7–6(7–1), 6–3

#### Жінки, парний розряд
- Серена Вільямс /  Вінус Вільямс перемогли пару  Тімеа Бабош  /  Ярослава Шведова, 6–3, 6–4

#### Змішаний розряд
- Генрі Контінен /  Гезер Вотсон перемогли пару  Роберт Фара /  Анна-Лена Гренефельд  7–6(7–5), 6–4

### Юніори

#### Хлопці, одиночний розряд
- Денис Шаповалов переміг  Алекса Де Мінора, 4–6, 6–1, 6–3

#### Дівчата, одиночний розряд
- Анастасія Потапова перемогла  Даяну Ястремську, 6-4, 6-3

#### Хлопці, парний розряд
- Кеннет Райсма /  Стефанос Ціціпас перемоги пару  Фелікс Оже-Аліяссім /  Денис Шаповалов, 4–6, 6–4, 6–2

#### Дівчата, парний розряд
- Усуе Майтане Арконада /  Клер Лю перемогли пару  Маріам Болквадзе /  Кейті Макнеллі, 6–2, 6–3